# Рамґанґа
Рамґанґа або Рамґанґа-Іст (англ. Ramganga або Ramganga East) — річка в Індії, що протікає через Національний парк Джім-Корбетт, містом Барейллі та впадає до Гангу.
| Індія | Це незавершена стаття з географії Індії. Ви можете допомогти проєкту, виправивши або дописавши її. |

1. ↑  GEOnet Names Server — 2018.